# Limnephilus politus
Limnephilus politus là một loài Trichoptera trong họ Limnephilidae. Chúng phân bố ở miền Cổ bắc.